# Giuseppe Sammartini
Giuseppe Baldassare Sammartini (Milão, 6 de janeiro de 1695 - Londres, 17 de novembro de 1750) foi um compositor e oboísta italiano.

## Vida
Natural de Milão, ele mudou-se para Londres com seu irmão Giovanni Battista Sammartini. Ele tinha começado a tocar oboé, em Milão e em Londres ocupou o cargo de oboísta na Orquestra da Ópera, em 1727.
Ele morreu em Londres em 1750.

## Obras
- Sonata n.º 4 em F Major para 2 flautas(germânicas) e continuo
- Sonata n.º 6 em Ré Menor
- Sonata para flauta In G Major
- Concerto para Oboé em ré
- Concertos 1 a 4 para órgão